# Orectogyrus luayensis
Orectogyrus luayensis is een keversoort uit de familie van schrijvertjes (Gyrinidae). De wetenschappelijke naam van de soort is voor het eerst geldig gepubliceerd in 1937 door Ochs.